# Rio Acauã
Rio Acauã är ett periodiskt vattendrag i Brasilien.   Det ligger i delstaten Rio Grande do Norte, i den östra delen av landet, 1 600 km nordost om huvudstaden Brasília.
Omgivningarna runt Rio Acauã är huvudsakligen savann. Runt Rio Acauã är det ganska glesbefolkat, med 32 invånare per kvadratkilometer.